# D-Info
D-Info ist der Markenname einer deutschen Telefonverzeichnis-CD-ROM des Unternehmens TopWare.

## Anfänge
1990 gab die Deutsche Postreklame erstmals ein bundesweites Telefonverzeichnis als CD-ROM heraus, das sich mit seinem Preis von über 3.300 DM aber nur an gewerbliche Käufer richtete. 1994 wurde die erste Ausgabe von D-Info für Windows 3.11 und Mac veröffentlicht, was zunächst eine große Datenschutz-Diskussion auslöste. Mit D-Info war es erstmals möglich, gegen einen geringen Kaufpreis in den Besitz von Millionen privater und geschäftlicher Telefon- und Adresseinträge zu gelangen. Umstritten war insbesondere die (bis dahin nur Ermittlungsbehörden offenstehende) Möglichkeit der Inverssuche oder die Möglichkeit, alle Anschlussinhaber unter einer bestimmten Adresse zu ermitteln. D-Info wurde vom Computerspieleanbieter TopWare vertrieben, 1994 kostete die CD mit ca. 38 Mio. Datensätzen 49,95 DM (entspricht heute etwa 40 EUR).
Die Einführung stand im Zusammenhang mit der Liberalisierung des Telekommunikationsmarktes in Deutschland im Zuge der Postreform II, durch die es zu Beginn der 1990er Jahre erstmals auch privaten Anbietern möglich wurde, auf die von der Deutschen Bundespost Telekom geführten Listen von Telefonanschlussinhabern zuzugreifen und Telefonauskunftdienste anzubieten.

## Software
Die CD für die Version D-Info 2.0 enthält Installationsprogramme für DOS, Windows 3.1 sowie Windows 95.:6 Darüber hinaus befindet sich auf der CD eine von dort ausführbare DOS-Version, die eine Nutzung ohne Installation erlaubt.:8
Laut Herstellerangaben sind alle Versionen „nahezu identisch zu bedienen und bieten annähernd den gleichen Funktionsumfang“. Die beiden Windows-Versionen sind „funktional und optisch identisch“.:7
Entwickelt wurde die Software von KlickSoft GmbH & Co KG in Dorsten.:3
Es wurde auch eine Netzwerklizenz angeboten, deren Basisversion fünf Benutzer umfasste und 199 DM kostete (entspricht heute etwa 170 EUR). Für jeden weiteren Benutzer waren 40 DM zu zahlen.:25

## Kritik
Neben einer datenschutzrechtlichen gab es auch eine urheberrechtliche Diskussion, weil die Daten der ersten Ausgabe aus Telefonbüchern abgescannt worden waren, für die die Telefonbuchverlage das Urheberrecht beanspruchten. Das Unternehmen wurde seinerzeit vom Rechtsanwalt Günter von Gravenreuth vertreten. Für die zweite Auflage wurden die 34 Millionen Datensätze der deutschen Telefonbücher in China von einheimischen Datentypisten abgetippt, um die Urheberschutzverletzung durch Einscannen zu vermeiden. Das Landgericht Mannheim verurteilte das Unternehmen Topware im Jahr 2000 zu einem Schadenersatz von 600.000 DM für diese CD-ROM D-Info 2.0, weil sie für die Daten nichts an die Telekom bezahlt hatte.

## Weitere Entwicklung
In den Folgejahren wurden CDs mit jährlich aktualisierten Datenbeständen herausgegeben.
Die Marke D-Info war bis 2018 durch Ausgaben von Buhl Data Service noch auf dem Markt präsent, wenn auch die Absatzzahlen der CDs bedingt durch viele kostenlose Auskunftsseiten im Internet stark zurückgegangen waren.